# Route nationale 7 (France métropolitaine)
Pour les articles homonymes, voir N7, Route nationale 7, Nationale 7 et Route bleue.
La route nationale 7, ou RN 7, est une route nationale française ayant relié à son apogée Paris (porte d'Italie) à Menton via l'ouest de la Bourgogne, le nord de l'Auvergne, la vallée du Rhône, le massif de l'Esterel et la Côte d'Azur.
Elle a été, jusqu'à la réforme de 2005, la plus longue des routes nationales de France avec 996 km, en traversant notamment les villes de Fontainebleau, Montargis, Nevers, Moulins, Roanne, Lyon, Valence, Avignon, Aix-en-Provence, Brignoles, Cannes et Nice.

## Histoire

### Avant la Révolution française
La capitale des Gaules se situant à Lugdunum (Lyon), elle devient le point de départ de toutes les voies établies par le gendre d'Auguste, Marcus Vipsanius Agrippa en 20 av. J.-C. Ce maillage au départ de Lyon restera dans l'histoire sous le nom d'étoile d'Agrippa. De là partent les routes vers Lutèce (Paris), selon approximativement le tracé de l'actuelle N6, et vers Rome en longeant le Rhône, par Arausio (Orange), et le bord de la Méditerranée comme la nationale 7.
C'est au XVe siècle, avec la création de la poste royale par Louis XI qu'un réseau cohérent de routes de postes est mis en place. Les chemins de Paris à Lyon passent par Moulins (route du Bourbonnais) ou Dijon (route de Bourgogne). Le siècle suivant voit l'apparition des premiers transports réguliers de voyageurs et la plantation des ormes le long des voies pour les ombrager et les délimiter (le long des actuelles N6 et ex-N7).
C'est aussi à cette époque qu'est édité le Guide des chemins de France, de Charles Estienne (1552), l'ancêtre de tous les guides modernes.

### Construction de la route dans les Alpes-Maritimes
Quand le Comté de Nice est intégré en 1793 à la République française pour former le département des Alpes-Maritimes, il n'y a pas d'ingénieur chargé des ponts et chaussées. Napoléon Ier qui y a fait ses premières armes décide de construire une route entre Nice et Menton continuée vers l'Italie, la route de la grande corniche. Joseph Hyacinthe Sigaud est nommé ingénieur en chef des ponts et chaussées du département des Alpes-Maritimes où il arrive le 23 décembre 1802 (2 nivôse de l'an XI), mais il quitte ce poste le 31 octobre 1805 (9 brumaire de l'an XIV) pour le poste d'ingénieur en chef des ponts et chaussées dans les Bouches-du-Rhône. Il est remplacé par son adjoint, Joseph Ladevèze (1765-1833). Les premiers travaux de terrassements de la route sont adjugés en 1803 à Charles Martinasso, de Nice, pour une estimation de 250 000 francs pour la réalisation de 15,7 km de route qui nécessitaient 64 000 m3 de déblais rocheux. Mais des difficultés ont amené à casser le marché et à la confier à Joseph Fiorina, de Nice. Le marché est soldé en 1806. Le même entrepreneur obtient en 1809 le marché de continuation de la route depuis la chapelle Sainte-Catherine à La Turbie jusqu'à Menton pour un montant de 128 000 francs pour 13,5 km. Il poursuit les travaux en 1810 depuis Menton jusqu'au haut de Vintimille, soit 10,5 km pour 164 000 francs, puis en 1811 au-delà de Vintimille.
L'autre difficulté de cette route était le pont permettant le franchissement du Var. Un pont avait été rapidement construit en 1792 par le génie militaire. Il mesurait 628 m de longueur et 4,90 m de largeur avec 109 travées de 5,46 m. Le pont est transféré du ministère de la Guerre au ministère de l'Intérieur en 1802. Il va donner plusieurs fois des signes de faiblesse. Une crue en 1802-1803 crée trois brèches. Il faut reconstruire 51 travées avec du mélèze. Une crue, en 1807, emporte quatre palées. En 1810, des bois flottés créent une nouvelle brèche. En avril 1812, la création d'une digue permet de diminuer la longueur à 335 m pour un projet de nouveau pont de 22 travées de 15 m de portée et 7 m de largeur. Les travaux sont attribués à Jean Faraud, architecte de la ville de Nice, en septembre. Quand, en 1814, le général sarde Caqueran d'Osasque entre dans le comté, les travaux de construction étaient interrompus faute d'argent. Le pont de 1792 est resté en service et constamment réparé. C'est avec la construction du viaduc sur le Var pour la ligne de chemin de fer de la compagnie PLM qu'un nouveau pont routier à tablier en fonte est construit entre 1861 et 1863. Le pont a été détruit lors d'un bombardement en 1944. Un nouveau pont routier en béton armé a été inauguré en 1950.

### Création de la route
En 1824, la route royale no 7 est définie « de Paris à Antibes et en Italie, par Nice ». Longue de 947,866 km, elle traversait treize départements : la Seine, la Seine-et-Oise, la Seine-et-Marne, le Loiret, la Nièvre, l'Allier, la Loire, le Rhône, l'Isère, la Drôme, le Vaucluse, les Bouches-du-Rhône et le Var. Elle comprend également un embranchement de Lapalisse à Vichy. Elle succède à la route impériale no 8, route impériale de 1re classe créée par le décret du 16 décembre 1811.
Lors de l'annexion du comté de Nice à la France en 1860, la route royale 7 est prolongée jusqu'à Menton.[réf. souhaitée]
En 1933, la route nationale 7, définie « de Paris à Antibes et en Italie par Nice », voit son itinéraire modifié et s'enrichit de neuf embranchements. Elle récupère l'ancien tronçon du chemin de grande communication no 37 de Nice à Menton, appelé la « Moyenne Corniche », la corniche supérieure devenant la route nationale 564 et l'ancienne RN 7A correspondant à la corniche inférieure devient un tronçon de la RN 559. De même, un tronçon de la RN 97 compris entre Fréjus et La Napoule est récupéré par la RN 7.

### Déclassements
Un premier déclassement a eu lieu en novembre 1972 entre Tassin-la-Demi-Lune et le pont Gallieni à Lyon. Elle a repris le tracé de la RN 89 entre Tassin-la-Demi-Lune et la place Valmy à Lyon Vaise.
La loi no 2004-809 du 13 août 2004 relative aux libertés et responsabilités locales, notamment son article 18, marque un tournant dans l'histoire du réseau routier national. Ainsi 20 000 km de routes nationales devraient être transférées aux conseils généraux à partir de 2005. La route nationale 7 est menacée de disparition, notamment en banlieue parisienne,. Certains élus sont opposés au transfert de la RN 7 aux départements qu'elle traverse, comme dans le département de la Loire, où cette route « a toute sa place dans l'architecture du réseau des liaisons d'intérêt national » selon son président Pascal Clément, ou dans les Bouches-du-Rhône. En revanche, les sections situées entre Nevers (prolongement de l'autoroute A77) et la Loire, ainsi que la partie drômoise (délestage de l'autoroute A7) prévoient d'être maintenues dans le domaine routier national.
Le décret no 2005-1499 du 5 décembre 2005 ne conserve dans le réseau routier national que moins de la moitié de la longueur de cette route, pour cinq liaisons :
- la liaison de Paris à Lyon et à Marseille, où la RN 7 est maintenue au droit de Tassin-la-Demi-Lune en tant que bretelle d'accès à l'autoroute A6, ainsi que la liaison A7-A9 assurée en partie par la RN 7 au sud d'Avignon
- la liaison de Paris à Saint-Étienne via Nevers et Moulins, où la RN 7 est maintenue entre l'autoroute A77 au sud de Nevers et la RN 82 au sud de Roanne
- la liaison entre la vallée du Rhône et l'Espagne via Orange (et au-delà vers Nîmes, Montpellier et Perpignan), entre l'A46 et l'échangeur Orange-Sud de l'A7
- la liaison entre Clermont-Ferrand et Lyon, entre les RN 82 et 489, avec déclassement prévu lorsque la section de l'autoroute A89 sera mise en service entre ces deux routes nationales précitées
- la bretelle prolongeant l'autoroute A106 et passant sous les pistes de l'aéroport d'Orly.

De Nevers à Lyon, la route conserve son statut de nationale. Cependant, il s'agit (en quelque sorte) d'un sursis, notamment entre l'Hôpital-sur-Rhins (commune de Saint-Cyr-de-Favières, près de Roanne) et Lyon, car il est expressément indiqué dans ledit décret que cette section de route cessera d'appartenir au réseau routier national lors de la mise en service du tronçon correspondant de l'A89, c'est-à-dire depuis 2013. Quant à la section Nevers-Roanne, elle est destinée à être transformée en autoroute (voir projets de l'A77).
L'autre grande section concernée est Vienne – Orange, itinéraire de dédoublement de l'A7 non déclassée en 2007, prévue pour être transformée en 2 × 2 voies dans un avenir assez lointain.
Un troisième secteur à Avignon est également conservé entre la ville et l'A7 près de Caumont-sur-Durance.
Tous les autres tronçons sont rétrocédés aux départements.
- Dans le Val-de-Marne, sur tout son parcours, la nouvelle numérotation est la D 7 depuis fin 2009
- En Seine-et-Marne, l'ensemble du parcours a pris début 2007 le numéro D 607
- Elle traverse le Loiret sous la numérotation D 2007
- Dans la Nièvre, les anciens tronçons de la Nationale 7 s'appellent D 907
- Dans l'Allier, les traversées d'Avermes, de Moulins, de Toulon-sur-Allier, de Lapalisse et de Saint-Prix s'appellent désormais D 707 (il a existé une numérotation provisoire, en Nationale 2007)
- Dans la Loire, elle s'appelle D 307 à Saint-Martin-d'Estréaux, La Pacaudière et Changy, et D 207 autour de Roanne
- Dans le Rhône, elle s'appelle D 307 entre Dardilly et A46 à Communay.
- Dans le Vaucluse et plus particulièrement entre Sorgues et Orange, elle a été renumérotée en D 907
- Dans les Bouches-du-Rhône, elle s'appelle la D 7N
- Dans le Var : la désignation retenue D N7 a certainement été choisie pour conserver l'appellation N7, à grande valeur symbolique
- Dans les Alpes-Maritimes, elle est numérotée D 6007 jusqu'à la frontière italienne où son parcours se termine, sauf sur le territoire de la Métropole Nice Côte d'Azur où elle prend le numéro de M 6007.

La loi no 2022-217 du 21 février 2022, dite « loi 3DS », prévoit le transfert des routes nationales aux collectivités volontaires. Le transfert de la nationale 7 est effectif au 1er janvier 2024 dans deux départements :
- dans le Rhône, entre l'échangeur de Tarare-Ouest de l'A89 et La Tour-de-Salvagny, où les 29,1 km ont été déclassés en D 307[14],[15]
- et sur l'ensemble du département de Vaucluse, où elle est devenue la D 907[réf. souhaitée].

Initialement prévue en 2024, la mise à disposition de la section comprise entre la limite régionale avec la Nièvre et Tarare ainsi que dans la vallée du Rhône, à la région Auvergne-Rhône-Alpes, est effectuée au 1er janvier 2025. Après cette date, la RN 7 est constituée d'une courte route nationale passant sous l'aéroport Paris-Orly et d'une section entre Sermoise-sur-Loire et Tresnay.

## Exploitation
Lors de la constitution des directions interdépartementales des Routes (DIR) en 2006, les sections subsistantes de la route nationale 7 sont gérées par trois DIR différentes :
- la DIR Île-de-France gère la section comprise entre l'échangeur avec l'A106 à Paray-Vieille-Poste et le carrefour avec la rue Paul-Vaillant-Couturier à Athis-Mons
- la DIR Centre-Est gère les sections comprises entre les deux sections de l'A77 entre Pouilly-sur-Loire et Pougues-les-Eaux, puis entre Sermoise-sur-Loire et la RN 489 à La Tour-de-Salvagny et entre l'échangeur de Communay de l'A46 et la RD 63 à Lapalud
- la DIR Méditerranée gère les sections comprises entre la RD 63 à Lapalud et l'échangeur d'Orange-Sud de l'A7, puis entre le croisement avec la liaison Est-Ouest d'Avignon et la  RN 129 incluse.

## Itinéraire

### De Paris à Lyon
Les communes traversées par la RN 7 de Paris à Lyon sont :
Île-de-France : Paris (Porte d'Italie) • Le Kremlin-Bicêtre • Villejuif • L'Haÿ-les-Roses (à l'ouest) • Vitry-sur-Seine (à l'est) • Chevilly-Larue (à l'ouest) • Thiais (à l'est) • Rungis (à l'ouest) • Orly (à l'est) • passage sous les pistes de l'aéroport d'Orly • Villeneuve-le-Roi (à l'est) • Paray-Vieille-Poste (à l'ouest) • Athis-Mons • Juvisy-sur-Orge • Viry-Châtillon • Grigny • Ris-Orangis • Évry-Courcouronnes • Corbeil-Essonnes • Le Coudray-Montceaux (Plessis Chenet) • Saint-Fargeau-Ponthierry • Pringy • Villiers-en-Bière • Chailly-en-Bière • Forêt de Fontainebleau •  Fontainebleau • Bourron-Marlotte • Grez-sur-Loing • Saint-Pierre-lès-Nemours • Nemours • Souppes-sur-Loing.
Centre-Val de Loire (Loiret) : Dordives • Fontenay-sur-Loing • Cepoy • Châlette-sur-Loing • Montargis • Amilly • Mormant-sur-Vernisson • Solterre (La Commodité) • Pressigny-les-Pins • Nogent-sur-Vernisson • Boismorand (Les Bézards) • La Bussière • Briare • Bonny-sur-Loire.
Bourgogne-Franche-Comté (Nièvre) : Neuvy-sur-Loire • La Celle-sur-Loire • Myennes • Cosne-Cours-sur-Loire • Tracy-sur-Loire (Maltaverne) • Pouilly-sur-Loire • Mesves-sur-Loire • La Charité-sur-Loire • La Marche • Tronsanges • Pougues-les-Eaux • Varennes-Vauzelles • Nevers • Challuy (à l'ouest) • Sermoise-sur-Loire (à l'est) • Magny-Cours • Saint-Parize-le-Châtel (Moiry) • Saint-Pierre-le-Moûtier • Chantenay-Saint-Imbert • Tresnay.
Auvergne-Rhône-Alpes : Villeneuve-sur-Allier • Trévol • Avermes • Moulins • Yzeure • Toulon-sur-Allier • Bessay-sur-Allier • Saint-Loup • Varennes-sur-Allier • Rongères • Saint-Gérand-le-Puy • Périgny • Lapalisse • Saint-Prix • Saint-Pierre-Laval • Saint-Martin-d'Estréaux • La Pacaudière • Changy • Saint-Forgeux-Lespinasse • Saint-Germain-Lespinasse • Saint-Romain-la-Motte • Roanne • Le Coteau • Saint-Vincent-de-Boisset • Notre-Dame-de-Boisset • Saint-Cyr-de-Favières • Neaux • Saint-Symphorien-de-Lay • Fourneaux • Machézal • Joux • Tarare • Pontcharra-sur-Turdine • Les Olmes (Vindry-sur-Turdine) • Saint-Romain-de-Popey • Bully • L'Arbresle • Fleurieux-sur-l'Arbresle • Lentilly • La Tour-de-Salvagny • Dardilly • Charbonnières-les-Bains • Tassin-la-Demi-Lune • Lyon.
La RN 7 commence à la porte d'Italie à la limite entre Paris et Le Kremlin-Bicêtre puis elle continue plein sud en direction de Villejuif. Elle passe sous les pistes de l'aéroport d'Orly puis longe la Seine jusqu'à Fontainebleau. Elle oblique alors vers le sud à travers la forêt de Fontainebleau, traverse Nemours puis Montargis avant de rejoindre la vallée de la Loire à Briare.

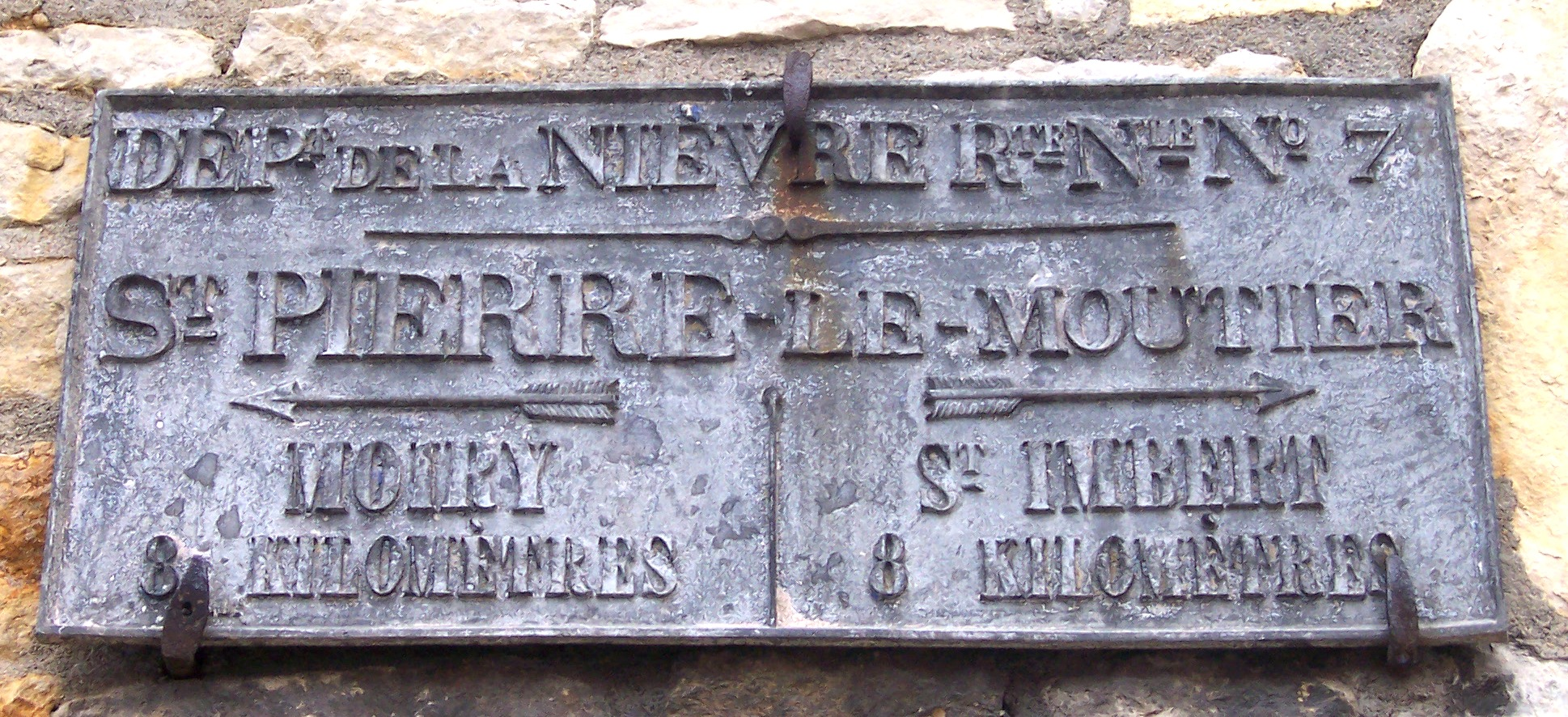
Ancienne plaque indicatrice dans le village de Saint-Pierre-le-Moûtier.

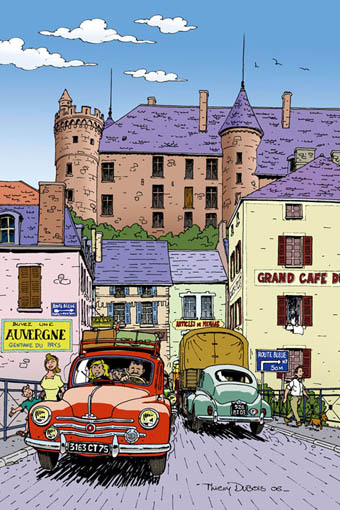
La Nationale 7 à Lapalisse (Allier). Dessin de Thierry Dubois.

Au sud de Nevers, on abandonne la vallée de la Loire pour celle de l'Allier. La RN 7 est en cours d'aménagement et devrait être progressivement transformée en voie rapide ou en autoroute. Elle passe devant le circuit automobile de Nevers Magny-Cours, contourne Saint-Pierre-le-Moûtier avant de se diriger vers Moulins.
Le secteur marquant la limite entre la Bourgogne et l'Auvergne, à deux voies, est particulièrement dangereux. Avant d'arriver à Moulins, après Villeneuve-sur-Allier sur le territoire de la commune de Trévol, on découvre au bord de la route (à droite en venant de Paris) un monument à la mémoire de quatre aéronautes : le capitaine Marchal, le lieutenant Chauré et les adjudants Vincenot et Réau, qui trouvèrent la mort le 25 septembre 1909 dans l'accident du dirigeable République. Dû aux ciseaux d'Henri Bouchard, ce monument fut inauguré le 29 septembre 1923.
Depuis les années 1990, le chef-lieu de l'Allier n'est plus traversé mais contourné. À la sortie sud de la ville, un échangeur permet d'accéder à la transversale nommée RCEA. C'est également à Moulins que commence la RN 9 (déclassée) en direction de Clermont-Ferrand et de l'Espagne en traversant le Massif central, devenant l'autoroute A75 jusque dans l'Hérault.

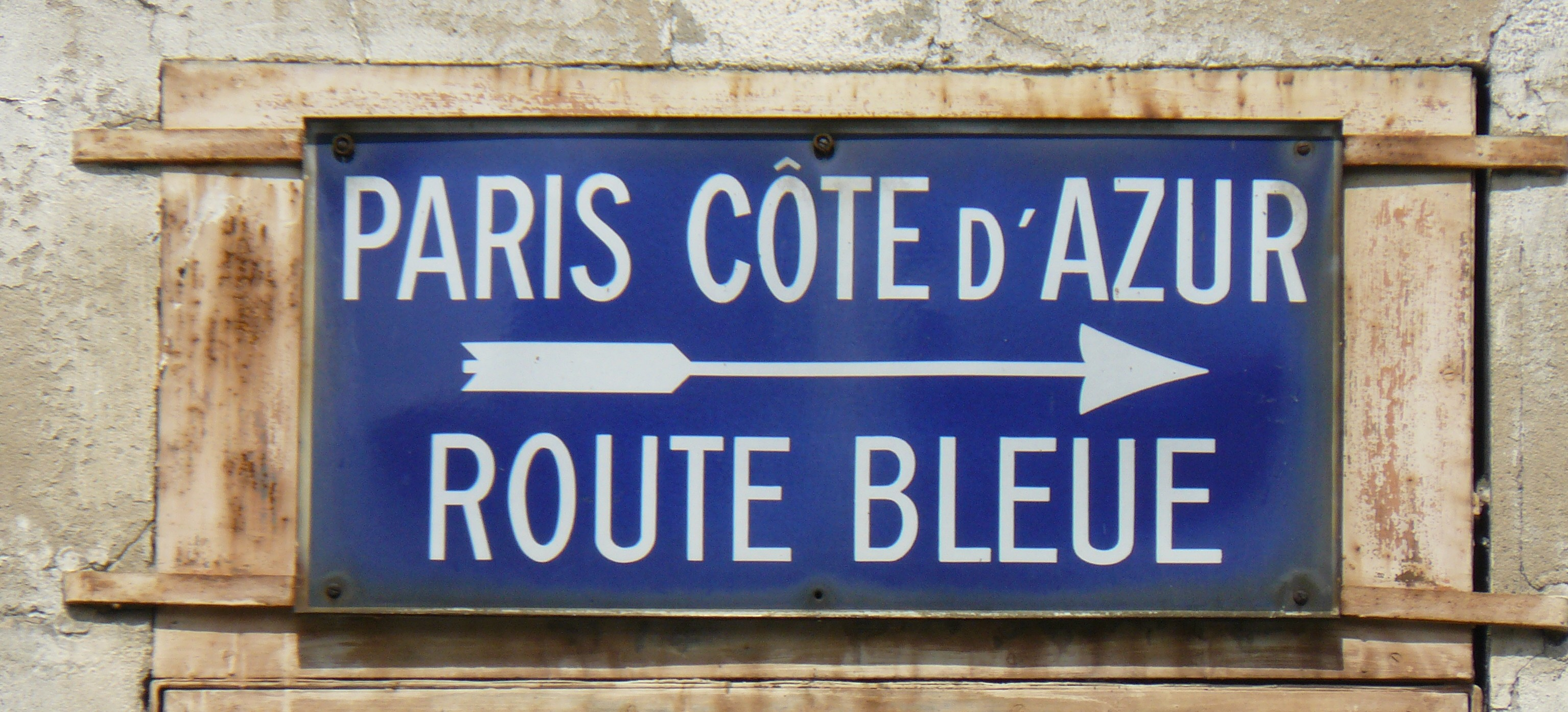
Ancienne plaque indicatrice à Lapalisse (Allier).

À Varennes-sur-Allier, la RN 209 permet d'atteindre la célèbre station thermale de Vichy. Peu après Lapalisse, on traverse les monts de la Madeleine : la route devient plus sinueuse. Sa transformation en voie rapide est achevée jusqu'à la limite avec la Loire.

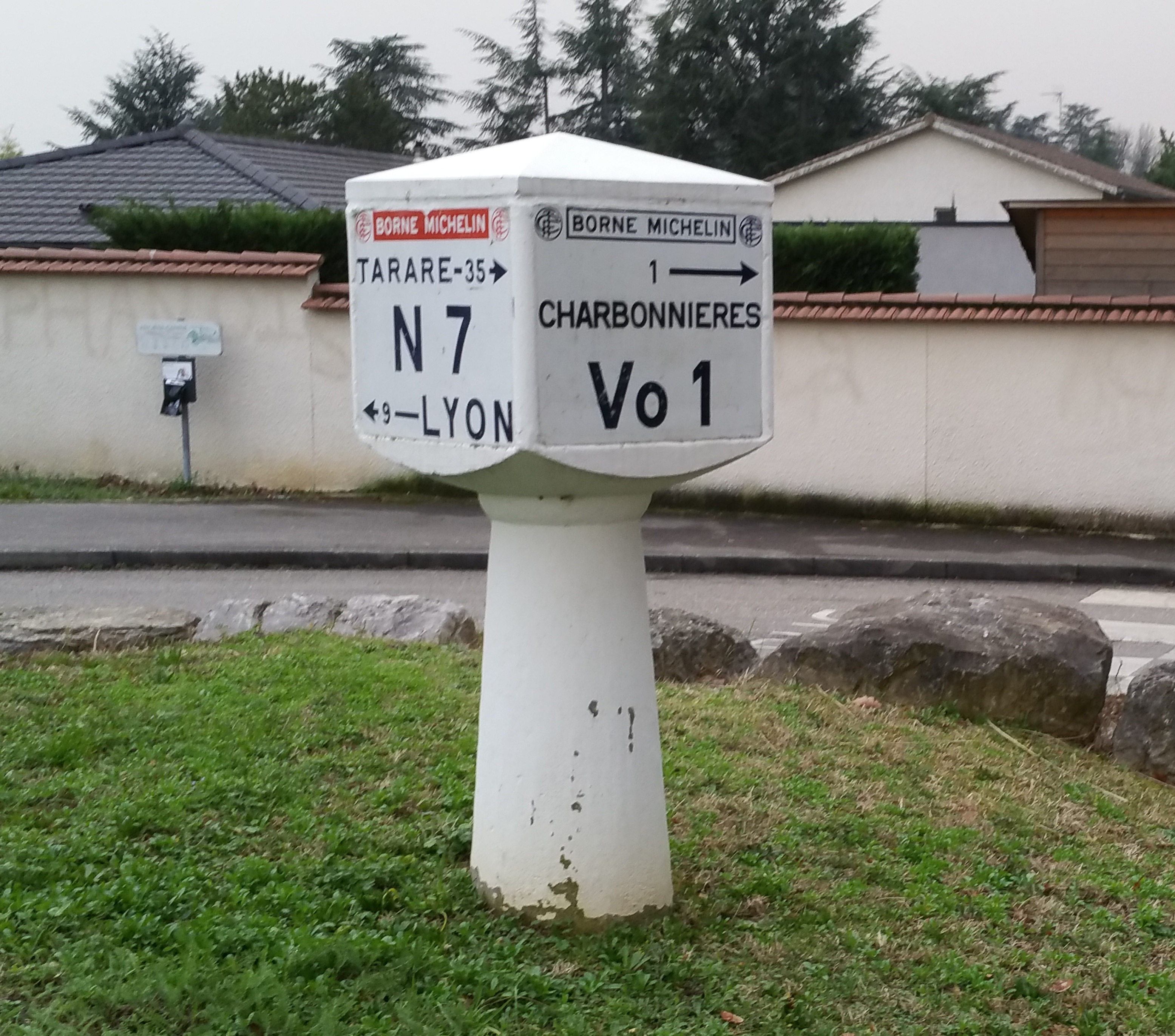
Borne Michelin restaurée par l'association Charbonnières Hier et Aujourd'hui Groupe de Recherche Historique en 2018.

Le prestigieux restaurant familial Troisgros est fondé en 1930 face à la gare de Roanne sur la nationale 7. L'agglomération de Roanne est désormais contournée par une rocade. À l'Hôpital-sur-Rhins, se trouve la bifurcation RN 7 – RN 82 : cette dernière se dirige vers Saint-Étienne. Elle permet également l'accès à Lyon par l'autoroute A89. Eugénie Brazier et Paul Bocuse y tiennent leurs restaurants d'exception « La Mère Brazier » et « Paul Bocuse » à Lyon et à Collonges-au-Mont-d'Or près de Lyon à deux pas de la N7. Il faut alors franchir les monts du Lyonnais par le col du Pin-Bouchain pour atteindre Tarare, l'Arbresle, Lentilly, La Tour-de-Salvagny, où aboutit l'autoroute A89, Charbonnières-les-Bains et enfin Lyon (à Lyon, les RN 6 et RN 7 se retrouvent en se frôlant place Valmy devant la mairie du 9e arrondissement de Lyon. L'ancien tracé (D407), depuis la place Pierre-Vauboin (ou place de l'Horloge) à Tassin-la-Demi-Lune, suivait, dans Lyon, l'actuelle avenue Barthélemy-Buyer jusqu'au quartier de Saint-Just et descendait sur le quartier de Perrache par la montée de Choulans. Le tracé traverse alors le pont Kitchener pour rejoindre la D307 par Vénissieux puis Feyzin avant de poursuivre plus au sud.

### De Lyon à Menton
Les communes traversées par la RN 7 de Lyon à Menton et à la frontière italienne sont :
Auvergne-Rhône-Alpes : Lyon • Saint-Fons • Vénissieux • Feyzin • Saint-Symphorien-d'Ozon • Simandres • Communay (Les Pins) • Chuzelles (Les Pins) • Seyssuel • Vienne • Reventin-Vaugris • Chonas-l'Amballan • Auberives-sur-Varèze • Le Péage-de-Roussillon • Roussillon • Salaise-sur-Sanne • Chanas • Saint-Rambert-d'Albon • Albon • Andancette • Saint-Vallier • Ponsas • Serves-sur-Rhône • Érôme • Gervans • Tain-l'Hermitage • Pont-de-l'Isère • Bourg-lès-Valence • Valence • Portes-lès-Valence • Livron-sur-Drôme • Loriol-sur-Drôme • Saulce-sur-Rhône • La Coucourde • Savasse (hameau de L'Homme d'Armes) • Montélimar • Malataverne • Donzère • Pierrelatte.
Provence-Alpes-Côte d'Azur : Lapalud • Bollène  • Mondragon • Mornas • Piolenc • Orange • Courthézon • Bédarrides • Sorgues • Le Pontet • Avignon • Noves • Verquières  • Saint-Andiol • Plan-d'Orgon • Orgon • Sénas • Mallemort • Vernègues • Lambesc • Saint-Cannat • Aix-en-Provence • Le Tholonet • Meyreuil • Châteauneuf-le-Rouge • Rousset • Puyloubier • Trets • Pourrières • Pourcieux • Saint-Maximin-la-Sainte-Baume • Tourves • Brignoles • Flassans-sur-Issole • Le Luc • Le Cannet-des-Maures • Vidauban • Taradeau • Les Arcs • Le Muy • Roquebrune-sur-Argens • Puget-sur-Argens • Fréjus • Les Adrets-de-l'Estérel 
(à proximité) • Mandelieu-la-Napoule • Cannes • Vallauris  • Antibes • Villeneuve-Loubet • Cagnes-sur-Mer • Saint-Laurent-du-Var • Nice • Villefranche-sur-Mer • Èze • Cap-d'Ail • La Turbie • passage à proximité de la principauté de Monaco • Beausoleil • Roquebrune-Cap-Martin • Menton  et en direction de Vintimille en Italie. La route est prolongée par la route italienne  (strada statale 1 Via Aurelia) qui se termine à Rome.
La RN 7 franchit le Rhône au niveau de la gare Perrache et se dirige vers Vienne où Fernand Point fonde son restaurant d'élite « La Pyramide » en 1925. Elle suit la rive gauche du Rhône et passe par Valence, Montélimar, Orange et Avignon. Du fait de la présence de l'autoroute A7, la nationale ne comporte pratiquement pas de secteur à 2×2 voies et de contournement d'agglomération au sud de Lyon.

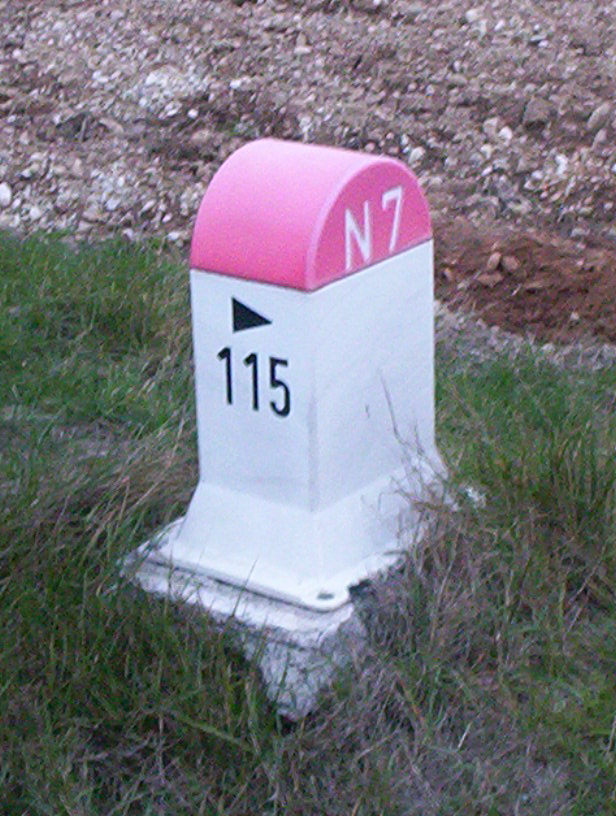
Borne au kilomètre 115 dans la Drôme.

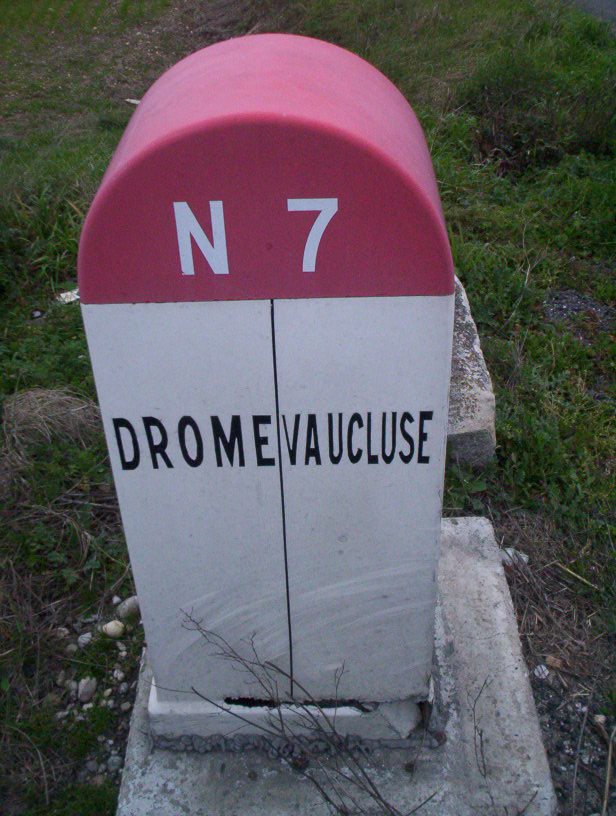
Borne matérialisant la limite entre la Drôme et le Vaucluse.

À Valence se situe une récente et substantielle modification de tracé. Alors que l'itinéraire de la route était plus ou moins coincé entre le Rhône, l'autoroute et la ville, l'ouverture d'une section de rocade à 2×2 voies au nord de la ville (entre la RN 532 et la RN 7) a permis d'intégrer à la route l'intégralité de cette rocade. En 1936, André Pic y fonde le prestigieux restaurant « La Maison Pic » sur la RN 7, repris par son fils Jacques Pic puis par sa petite fille Anne-Sophie Pic.
À partir d'Avignon, le paysage change : on abandonne la vallée du Rhône pour se diriger vers Aix-en-Provence où la RN 8 (déclassée) se dirige vers Marseille. La RN 7 traverse Brignoles et longe le massif des Maures avant d'atteindre Vidauban, Le Muy puis Fréjus.
Pour continuer vers l'est, on peut emprunter la « corniche d'Or » (RN 98), la route de l'arrière-pays (RN 7) ou encore l'autoroute A8.
Elle se confond avec la N 98 entre Cannes et Golfe-Juan. Entre Cannes, Antibes et Nice, la route a connu de nombreuses modifications de tracé. Elle longe notamment l'école de la Pinède à Cagnes-sur-Mer. Entre Nice et Menton, elle constitue la « moyenne corniche » et passe à proximité de la frontière monégasque. À l'origine, la route empruntait la « grande corniche » jusqu'aux années 1970. La frontière italienne se situe à l'est de la ville de Menton en direction de Vintimille. La route est prolongée par la route italienne SS 1 (strada statale 1 Via Aurelia) qui se termine à Rome.

### Sites remarquables

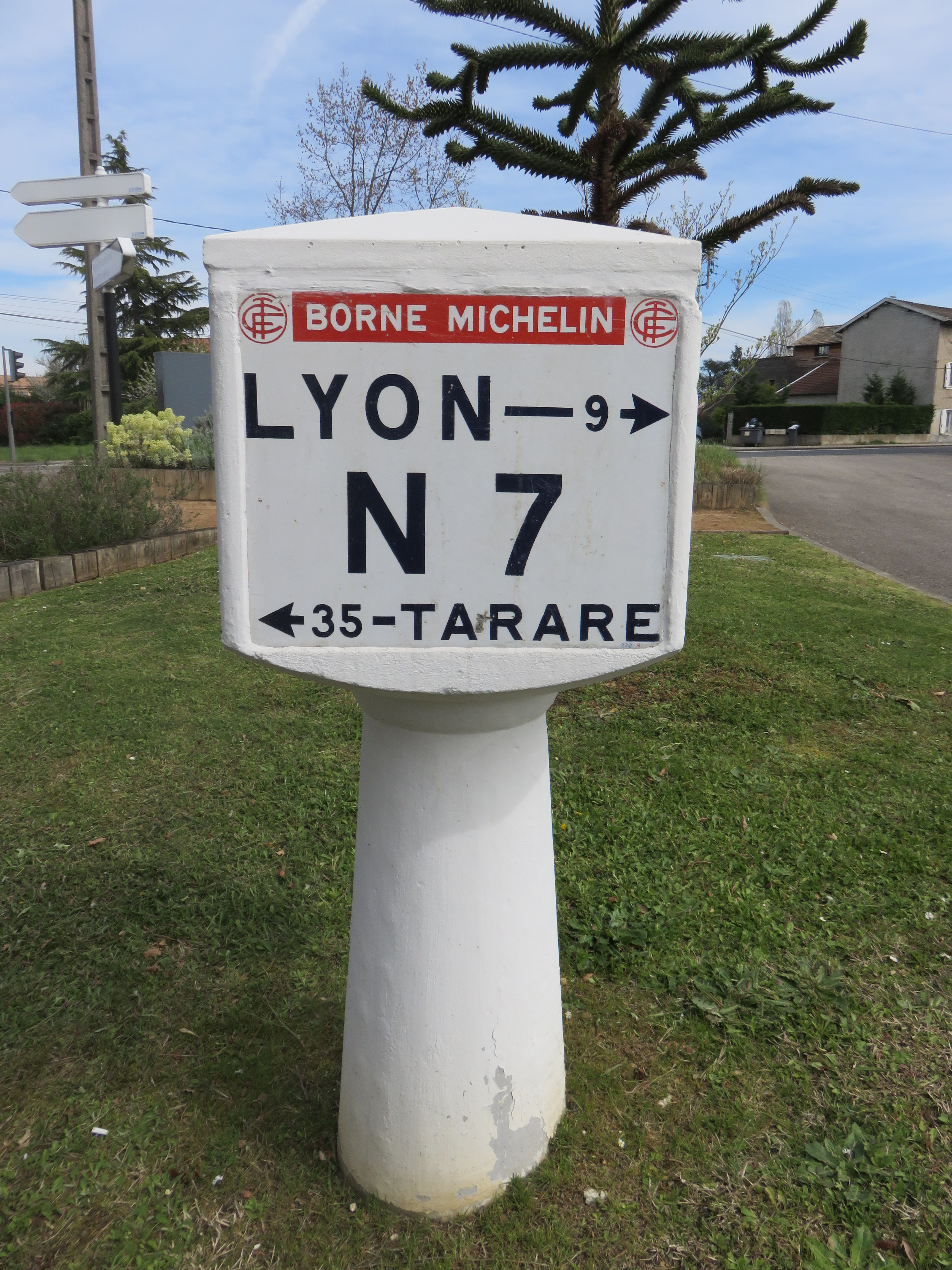
Borne Michelin sur la RN7 à Charbonnières-les-Bains.

- Évry-Courcouronnes, Pagode Khánh-Anh (la plus grande d'Europe), Aérophare
- Forêt de Fontainebleau et ses rochers
- Nemours
- Montargis, forêt de Montargis
- Pont-canal de Briare
- Prieuré Notre-Dame de La Charité-sur-Loire
- Forêt des Bertranges
- Circuit de Nevers Magny-Cours
- La cathédrale Notre-Dame-de-l'Annonciation de Moulins
- Villages et cités de caractère du Crozet, d'Ambierle et de Saint-Haon-le-Châtel
- Forêt départementale de Lespinasse (Noailly)
- Monts de la Madeleine
- Roanne
- Gorges de la Loire au sud de Roanne
- Monts du Beaujolais
- Place de l'Horloge (Tassin-la-Demi-Lune)
- Le centre historique de Lyon
- Raffinerie de Feyzin
- Vienne, ville gallo-romaine
- Saint-Romain-en-Gal, musée gallo-romain
- Palais idéal du facteur Ferdinand Cheval à 20 km de Saint-Vallier
- Valence avec son kiosque Peynet, sa Maison des Têtes, et le Vieux Valence
- Livron-sur-Drôme, son village perché, ses côtes de Brézème
- Mirmande village perché classé parmi les 100 plus beaux villages de France
- Montélimar
- Pierrelatte et la Ferme aux crocodiles
- Forteresse de Mornas

- Orange
- Avignon
- Château de la Calade
- Aix-en-Provence

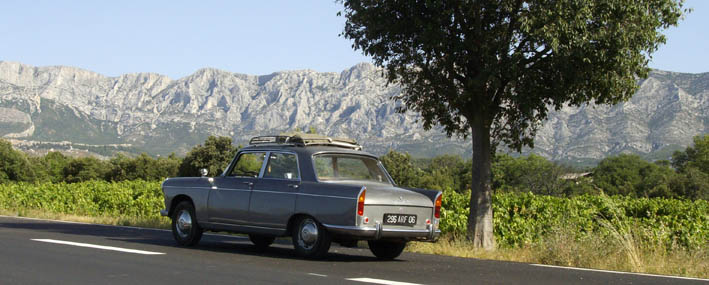
La Nationale 7 près d'Aix-en-Provence, devant la montagne Sainte-Victoire.

- Basilique Sainte-Marie-Madeleine de Saint-Maximin-la-Sainte-Baume
- Cité des Comtes de Provence à Brignoles
- Château des Vintimille au Luc-en-Provence
- le rocher de Roquebrune-sur-Argens
- la vieille ville et la cathédrale de Fréjus
- Massif de l'Esterel
- Cannes
- Antibes
- Nice
- Monaco (principauté enclavée dans les Alpes-Maritimes)[Note 1]
- Menton

## Antennes et embranchements
En 1860, lors de l'annexion du comté de Nice à la France, la route royale 7 est prolongée du fleuve Var jusqu'à Menton. Elle prendra le numéro 7A[réf. souhaitée]. En 1933, consécutivement au classement de 40 000 km de voies départementales et communales dans le domaine routier national (loi du 16 avril 1930), neuf annexes de la RN 7 sont créées :
- la RN 7A, annexe du carrefour de la Fourche au palais de Fontainebleau
- la RN 7B, annexe du carrefour de la Fourche au carrefour de l'Obélisque à Fontainebleau
- la RN 7C, annexe de Lapalisse à Vichy, déclassée RD 907 dans l'Allier
- la RN 7D, annexe de Vaise
- la RN 7E, annexe de Tassin-la-Demi-Lune à la RN 86A
- la RN 7F, annexe du Pontet à Cantarel, à la sortie sud-est d'Avignon, renommée RN 107
- la RN 7G, annexe de l'avenue de la Gare à Nice
- la RN 7H, annexe du port de Villefranche-sur-Mer
- la RN 7I, annexe de la darse de Villefranche-sur-Mer.

En contrepartie, des tronçons (principaux ou annexes) de la RN 7 sont renommés :
- la section de la RN 7A comprise entre Nice et Menton, surnommée la « Corniche inférieure », devient un tronçon de la RN 559
- l'annexe du pont de Saint-Vallier-sur-Rhône devient la RN 86C
- l'annexe du pont de Valence devient la RN 533.

## Sections en voie express

### De Thiais à Orly
| Département                                                          | Commune             | Voies desservies | Destinations (sens nord/sud)                                     | Destinations (sens sud/nord)                                        | Notes                                                              |
| -------------------------------------------------------------------- | ------------------- | ---------------- | ---------------------------------------------------------------- | ------------------------------------------------------------------- | ------------------------------------------------------------------ |
| Val-de-Marne (94)                                                    | Thiais              | D 117            | M.I.N. Centre de secours Centre routier                          | M.I.N. Centre commercial régional                                   |                                                                    |
|                                                                      | Thiais              | A86              | A6 A10 Versailles Rungis-ville SOGARIS ; A4 Créteil Thiais Sénia | A4 Vitry-sur-Seine Créteil Thiais A6 A10 Versailles Fresnes SOGARIS | Échangeur en trèfle complet                                        |
| D 136                                                                | Thiais              |                  | Orly-ville Sénia                                                 | Demi-échangeur desservant sens sud/nord uniquement                  |                                                                    |
| Essonne (91)                                                         | Paray-Vieille-Poste | D 167A           | Orly-ville SILIC Orllytech CARGO                                 |                                                                     | Demi-échangeur desservant sens nord/sud uniquement                 |
| Essonne (91)                                                         | Paray-Vieille-Poste | A106             | Aéroport d'Orly                                                  | Paris                                                               | Bretelles permettant le passage vers l'autoroute qui entoure la N7 |
| Passage en tunnel sous les pistes d'Orly puis fin de la voie express |                     |                  |                                                                  |                                                                     |                                                                    |

### De Ris-Orangis à Corbeil-Essonnes
| Département                                | Commune            | Voies desservies              | Destinations (sens nord/sud)                                                                    | Destinations (sens sud/nord)                                                             | Notes                                          |
| ------------------------------------------ | ------------------ | ----------------------------- | ----------------------------------------------------------------------------------------------- | ---------------------------------------------------------------------------------------- | ---------------------------------------------- |
| Essonne (91)                               | Évry-Courcouronnes | D 92                          | Champs Élysées Les Pyramides Clinique de l'Essonne                                              | Z.A. Bois Sauvage                                                                        |                                                |
| Essonne (91)                               | Évry-Courcouronnes | Boulevard du Maréchal Leclerc | Préfecture Hôtel du Département                                                                 | Champtier du Coq Aguado Évry-village                                                     |                                                |
| Essonne (91)                               | Évry-Courcouronnes | D 93                          | GENOPOLE - campus 2 Aguado Évry-village Soisy-sur-Seine Médiathèque Camus Conservatoire Magnard | Évry-centre Parc aux Lièvres GENOPOLE - campus 2 Médiathèque Camus Conservatoire Magnard |                                                |
| Essonne (91)                               | Évry-Courcouronnes | D 930                         | Les Épinettes Les Aunettes Bras de Fer                                                          | Les Épinettes Les Aunettes Bras de Fer                                                   |                                                |
| Rond-point avec la rue de l'Internationale |                    |                               |                                                                                                 |                                                                                          |                                                |
| Essonne (91)                               | Corbeil-Essonnes   | N 104                         | A6 Versailles Courcouronnes Lisses ; A5 Sénart Corbeil-Essonnes-rive droite Vieux Corbeil       | A5 Sénart Soisy-sur-Seine A6 Courcouronnes                                               | Échangeur hybride en trèfle avec ronds-points. |

### Rocade de Montargis
| Département | Commune   | Voies desservies               | Destinations (sens nord/sud)                                                  | Destinations (sens sud/nord)                                                  | Notes                                                                    |
| ----------- | --------- | ------------------------------ | ----------------------------------------------------------------------------- | ----------------------------------------------------------------------------- | ------------------------------------------------------------------------ |
| Loiret (45) | Montargis | Rue du Faubourg de la Chaussée |                                                                               | Montargis-centre Montargis-La Chaussée                                        | Demi-échangeur : entrée sens nord/sud et sortie sens sud/nord uniquement |
| Loiret (45) | Amilly    | D 2060                         | A6 Troyes Sens Auxerre Courtenay Amilly-centre Amilly-Z.A. Centre hospitalier | A6 Troyes Sens Auxerre Courtenay Amilly-centre Amilly-Z.A. Centre hospitalier |                                                                          |
| Loiret (45) | Amilly    | D 93                           | Amilly-St Firmin Châtillon-Coligny                                            | Amilly-St Firmin Antibes                                                      | Sortie sens sud/nord jumelée avec celle de l'échangeur précédent         |
| Loiret (45) | Amilly    | D 2060                         | A77 Orléans Châteauneuf-sur-Loire Villemandeur                                | Amilly-St Firmin Antibes                                                      |                                                                          |

### Contournement de Briare
| Département | Commune | Voies desservies | Destinations (sens nord/sud)                                 | Destinations (sens sud/nord)                | Notes                                                                    |
| ----------- | ------- | ---------------- | ------------------------------------------------------------ | ------------------------------------------- | ------------------------------------------------------------------------ |
| Loiret (45) | Briare  | D 952 D 2107     | A77 Orléans Briare Gien Z.I. de la Pinade Z.I. Moulin à Vent |                                             | Demi-échangeur desservant uniquement le sens nord/sud                    |
| Loiret (45) | Briare  | D 952            |                                                              | A77 Orléans Briare Gien                     | Demi-échangeur desservant uniquement le sens sud/nord                    |
| Loiret (45) | Briare  | D 47             |                                                              | Briare Ouzouer-sur-Trézée Z.I. de Vaugereau | Demi échangeur ; entrée sens nord/sud et sortie sens sud/nord uniquement |
| Loiret (45) | Briare  | D 121            | Briare Dammarie-en-Puisaye Champoulet Batilly-en-Puisaye     |                                             | Demi échangeur ; entrée sens sud/nord et sortie sens nord/sud uniquement |

### Déviation de Bonny-sur-Loire
| Département | Commune         | Voies desservies                 | Destinations (sens nord/sud)                       | Destinations (sens sud/nord)               | Notes                                                                    |
| ----------- | --------------- | -------------------------------- | -------------------------------------------------- | ------------------------------------------ | ------------------------------------------------------------------------ |
| Loiret (45) | Bonny-sur-Loire | D 926                            | A77 Auxerre Bonny-sur-Loire Saint-Fargeau Beaulieu | A77 Bonny-sur-Loire Saint-Fargeau Beaulieu |                                                                          |
| Nièvre (58) | Neuvy-sur-Loire | Rue du Faubourg de la Villeneuve |                                                    | Bonny-sur-Loire                            | Demi échangeur ; entrée sens nord/sud et sortie sens sud/nord uniquement |

### Déviation de Neuvy-sur-Loire
| Département | Commune         | Voies desservies | Destinations (sens nord/sud)       | Destinations (sens sud/nord)                  | Notes                  |
| ----------- | --------------- | ---------------- | ---------------------------------- | --------------------------------------------- | ---------------------- |
| Nièvre (58) | Neuvy-sur-Loire | D 440            | Belleville Léré Centrale nucléaire | Neuvy-sur-Loire Belleville Centrale nucléaire | Trois-quarts échangeur |

### Prolongement de l'A77
| Département | Commune                 | Voies desservies          | Destinations (sens nord/sud)                                     | Destinations (sens sud/nord)                                           | Notes           |
| ----------- | ----------------------- | ------------------------- | ---------------------------------------------------------------- | ---------------------------------------------------------------------- | --------------- |
| Nièvre (58) | Challuy                 | D 907                     | Saint-Parize-le-Châtel Magny-Cours Circuit de Nevers Magny-Cours | Imphy Saint-Parize-le-Châtel Magny-Cours Circuit de Nevers Magny-Cours |                 |
| Nièvre (58) | Saint-Pierre-le-Moûtier | D 2076                    | Sancoins                                                         | Bourges Sancoins                                                       |                 |
| Nièvre (58) | Saint-Pierre-le-Moûtier | Rue du Faubourg de Nevers | Saint-Pierre-le-Moûtier Le Veurdre Decize                        |                                                                        | Bretelle isolée |
| Nièvre (58) | Saint-Pierre-le-Moûtier | Voie sans nom             |                                                                  | Saint-Pierre-le-Moûtier Decize                                         | Bretelle isolée |

### Contournement de Moulins
| Département           | Commune           | Voies desservies | Destinations (sens nord/sud)                                                                         | Destinations (sens sud/nord)                            | Notes           |
| --------------------- | ----------------- | ---------------- | --- | ------------------------------------------------------- | --------------- |
| Allier (03)           | Avermes           | D 707            | Moulins Bourbon-l'Archambault Avermes                                                                | Avermes Trévol Centre commercial Les Portes de l'Allier |                 |
| Allier (03)           | Avermes           | Voie sans nom    | Centre commercial Les Portes de l'Allier                                                             |                                                         | Bretelle isolée |
| Allier (03)           | Yzeure            | D 979A           | Moulins-Les Chartreux Saint-Ennemond                                                                 | Moulins-Nord Decize Dornes Saint-Ennemond               |                 |
| Allier (03)           | Yzeure            | D 779            | Autun Bourbon-Lancy Chevagnes Yzeure-centre                                                          | Autun Bourbon-Lancy Chevagnes Yzeure-centre             |                 |
| Allier (03)           | Yzeure            | D 12             | Yzeure-ZA Aérodrome de Montbeugny Logiparc 03                                                        | Yzeure-centre Aérodrome                                 |                 |
| Allier (03)           | Toulon-sur-Allier | D 707            | Toulon-sur-Allier Moulins-Les Champins                                                               | Moulins Bourbon-l'Archambault Yzeure-Z.A.               |                 |
| Rond-point avec D 707 |                   |                  | |                                                         |                 |
| Allier (03)           | Toulon-sur-Allier | N 79             | A71 Clermont-Ferrand Montluçon Saint-Pourçain-sur-Sioule Chalon-sur-Saône Mâcon Dompierre-sur-Besbre | Mâcon Dompierre-sur-Besbre A71 Montluçon Montmarault    |                 |

### De Lapalisse à Changy
| Département            | Commune            | Voies desservies | Destinations (sens nord/sud)              | Destinations (sens sud/nord)                                | Notes |
| ---------------------- | ------------------ | ---------------- | ----------------------------------------- | ----------------------------------------------------------- | ----- |
| Allier (03)            | Droiturier         | N 2007           | Mâcon Montceau-les-Mines Le Donjon Digoin | Montceau-les-Mines Le Mayet-de-Montagne Le Donjon Lapalisse |       |
| Loire (42)             | Saint-Pierre-Laval | N 2007 D 424     | Saint-Martin-d'Estréaux                   | Saint-Martin-d'Estréaux                                     |       |
| Rond-point avec N 2007 |                    |                  |                                           |                                                             |       |
| Loire (42)             | La Pacaudière      | D 46 D 307       | La Pacaudière                             | La Pacaudière                                               |       |
| Loire (42)             | Changy             | D 8              | Lac de Villerest Ambierle Changy          | Changy                                                      |       |

### Déviation de Saint-Germain-Lespinasse
| Département | Commune                  | Voies desservies | Destinations (sens nord/sud)              | Destinations (sens sud/nord)                                  | Notes           |
| ----------- | ------------------------ | ---------------- | ----------------------------------------- | ------------------------------------------------------------- | --------------- |
| Loire (42)  | Saint-Germain-Lespinasse | D 18             | Forêt de Lespinasse                       |                                                               | Bretelle isolée |
| Loire (42)  | Saint-Germain-Lespinasse | D 4              | Saint-Germain-Lespinasse Noailly Charlieu | Saint-Germain-Lespinasse Noailly Ambierle Forêt de Lespinasse |                 |

### Rocade de Roanne
| Département | Commune                  | Voies desservies                | Destinations (sens nord/sud)                              | Destinations (sens sud/nord)                                        | Notes                                                   |
| ----------- | ------------------------ | ------------------------------- | --------------------------------------------------------- | ------------------------------------------------------------------- | ------------------------------------------------------- |
| Loire (42)  | Mably                    | D 27                            |                                                           | Mably-bourg Riorges-La Villette                                     | Demi-échangeur en rond-point                            |
| Loire (42)  | Roanne                   | Boulevard Maréchal Joffre       | Riorges Aéroport Le Scarabée Boulevard Ouest              | Riorges Aéroport Le Scarabée Boulevard Ouest                        | Trois-quarts échangeur en partie jumelé avec le suivant |
| Loire (42)  | Roanne                   | Boulevard Jean-Baptiste Clément | Roanne-port                                               | Roanne-centre Montceau-les-Mines Charlieu Paray-le-Monial           |                                                         |
| Loire (42)  | Perreux                  | D 504                           | Perreux Thizy Le Coteau Commelle-Vernay                   | Perreux Thizy                                                       |                                                         |
| Loire (42)  | Saint-Vincent-de-Boisset | D 27                            |                                                           | Le Coteau Saint-Vincent-de-Boisset Commelle-Vernay Lac de Villerest | Demi-échangeur                                          |
| Loire (42)  | Notre-Dame-de-Boisset    | D 45                            | Notre-Dame-de-Boisset                                     |                                                                     | Demi-échangeur                                          |
| Loire (42)  | Saint-Cyr-de-Favières    | D 207                           | L'Hôpital-sur-Rhins Régny Amplepuis Saint-Cyr-de-Favières |                                                                     | Demi-échangeur                                          |
| Loire (42)  | Saint-Cyr-de-Favières    | N 82                            | A72 A89 Lyon Clermont-Ferrand Saint-Étienne               | A72 A89 Lyon Clermont-Ferrand Saint-Étienne Neulise                 | Voie rapide poursuivie sous le nom de N 82              |

### Prolongement de l'A89
| Département | Commune             | Voies desservies | Destinations (sens nord/sud)                       | Destinations (sens sud/nord)                       | Notes          |
| ----------- | ------------------- | ---------------- | -------------------------------------------------- | -------------------------------------------------- | -------------- |
| Rhône (69)  | La-Tour-de-Salvagny | D 30             |                                                    | Lozanne La-Tour-de-Salvagny                        | Demi-échangeur |
| Rhône (69)  | La-Tour-de-Salvagny | N 489            | A6 Lyon La-Tour-de-Salvagny-Z.A. Dardilly Limonest | A6 Dardilly-porte de Lyon Limonest                 |                |
| Rhône (69)  | La-Tour-de-Salvagny | D 77E2           |                                                    | Dardilly-Montcourant La-Tour-de-Salvagny Dommartin | Demi-échangeur |

## La route nationale 7 dans la culture

### Dans l'histoire populaire
- En tant que route des vacances, elle a fait l'objet d'une chanson de Charles Trenet, Nationale 7, en 1955
- National seven est une chanson écrite par Alan Tunbridge et Al Jones et enregistrée par Pete Stanley & Wizz Jones sur Sixteen Tons of Bluegrass et sur l'album éponyme de 1966 de John Renbour
- Elle est mentionnée dans une chanson de Tito, Be Bop Tradition, sortie en 1983
- Elle est mentionnée dans une chanson d’Anaïs et Didier Barbelivien, Quitter l’autoroute, sortie en 1994.
- Nationale 7 est un livre du photographe Christian Louis[19] et de l'écrivain Pierre Drachline paru en 1988
- Nationale 7 est un film réalisé par Jean-Pierre Sinapi avec Nadia Kaci et Olivier Gourmet sorti en 2000.
- Nationale 7, un road-trip à la française est un livre du photographe Matthieu Raffard et de l'écrivain Albéric d'Hardivilliers paru aux éditions Transboréal en 2008
- Nationale 7 : la route des vacances, guide pour flâner de Paris à Menton est un guide de voyages de Peter Jacobs et Erwin De Decker paru aux éditions Hachette en 2009, traduit du néerlandais Langzaam door Frankrijk, éditions Lannoo, 2007, 2011, 2015 et 2019
- C'était la Nationale 7 est un livre de Thierry Dubois paru en 2010 aux éditions Drivers
- Le nom du jeu 1000 bornes découle de la longueur de la route nationale 7 (environ 1 000 kilomètres). Son inventeur l'a prise pour référence.
- Nationale 7 est une attraction du Parc Astérix : un circuit de tacots au travers d'une petite campagne évoquant la route
- Dans la bande dessinée Le Tour de Gaule d'Astérix (page 28, case 2) de René Goscinny et Albert Uderzo, les deux héros en route vers Nicae (Nice) empruntent la VR VII (voie romaine VII), c'est-à-dire la RN 7. Elle est également citée dans la bande dessinée des mêmes auteurs, La Serpe d'or, où les deux héros doivent poursuivre un personnage qui est parti sur la route de Gergovie et qu'on indique à ces derniers de prendre la voie romaine VII (page 23, case 3) et brièvement dans la bande dessinée Le Cadeau de César sur la case 4 de la page 8.

### Restaurants trois étoiles au Guide Michelin le long de la RN7
Nombreuses sont les étapes culinaires ou vineuses qui jalonnent la Nationale 7, et qui ont fait de ce tracé un haut lieu de la cuisine française.
- En 1921, Eugénie Brazier fonde son restaurant « La Mère Brazier » au 12 de la rue Royale à Lyon, repris par son fils Gaston Brazier puis par sa petite fille Jacotte Brazier.
- En 1925, Fernand Point et son épouse Mado fondent le restaurant d'élite « La Pyramide » à Vienne sur la RN 7.
- En 1930, Jean-Baptiste Troisgros et son épouse Marie achètent l'hôtel-restaurant des Platanes en face de la gare de Roanne sur la nationale 7 dont ils profitent de l'important passage. Ils renomment l'établissement « Les frères Troisgros » repris depuis par Pierre puis Michel Troisgros. En 1968, Christian Millau titre à leur propos en couverture de son magazine Gault et Millau : « J'ai découvert le meilleur restaurant du monde ».
- En 1932, Alexandre Dumaine s'installe à Saulieu en Bourgogne à « l'Hostellerie de la Côte d'Or » sur la RN 6 non loin de la RN 7 Paris - Côte d'Azur. Trois étoiles de 1935 à 1964 et référence incontournable de la gastronomie française pendant 32 ans avec Fernand Point à Vienne et André Pic à Valence. Bernard Loiseau lui succède en 1981 puis Patrick Bertron en 2003.
- En 1936, André Pic fonde le prestigieux restaurant de gastronomie d'élite « La Maison Pic » à Valence sur la RN 7, repris par son fils Jacques Pic puis par ses petits enfants Alain puis Anne-Sophie Pic.
- En 1962, Paul Bocuse fonde son restaurant « L'Auberge du Pont de Collonges » à Collonges-au-Mont-d'Or près de Lyon le long de la RN 7.
- En 1990, Alain Ducasse prend la direction de la cuisine du « Louis XV » de l'hôtel de Paris de Monte-Carlo à Monaco.

### Musées

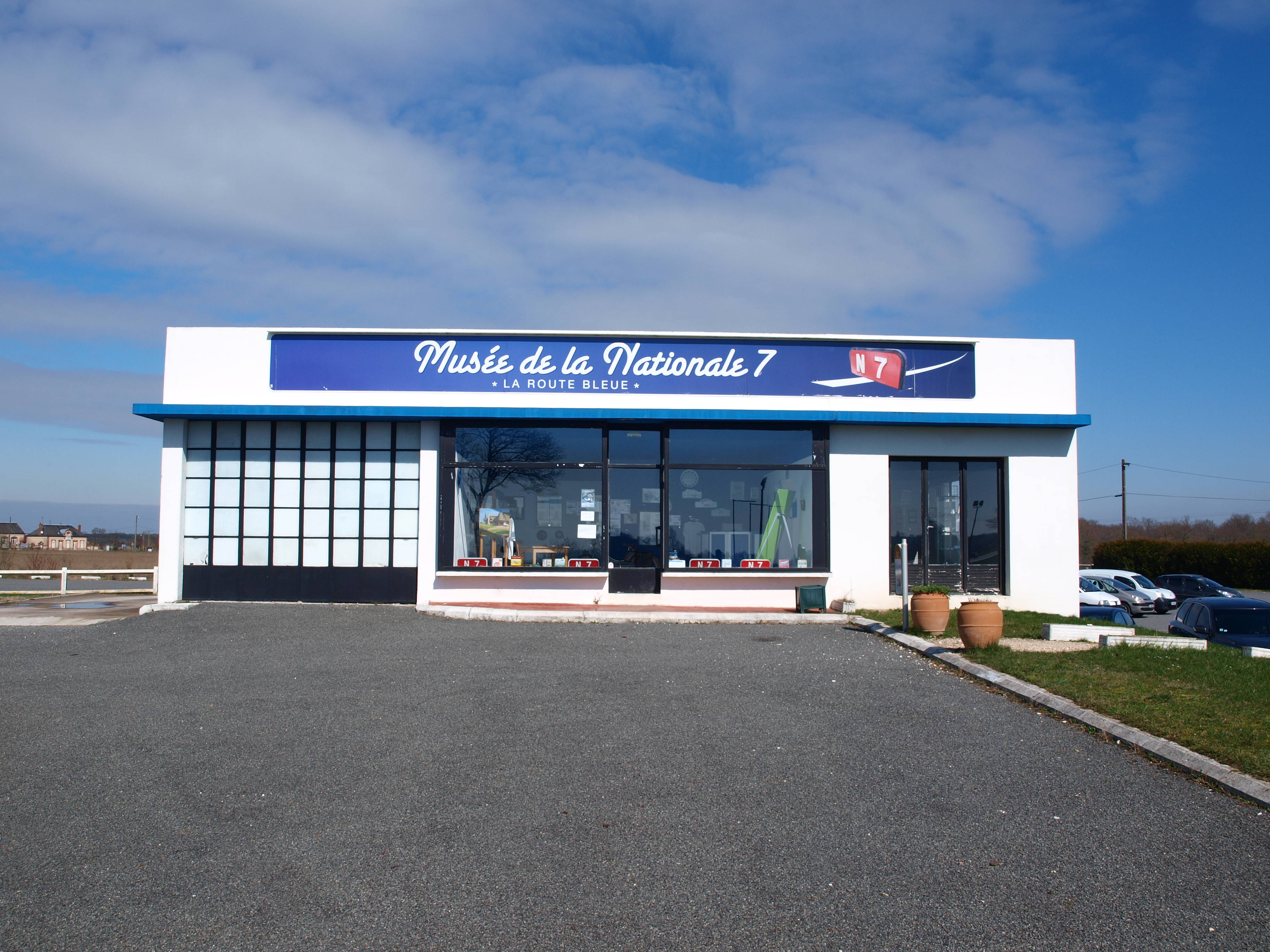
Musée de la route bleue à Mormant-sur-Vernisson.

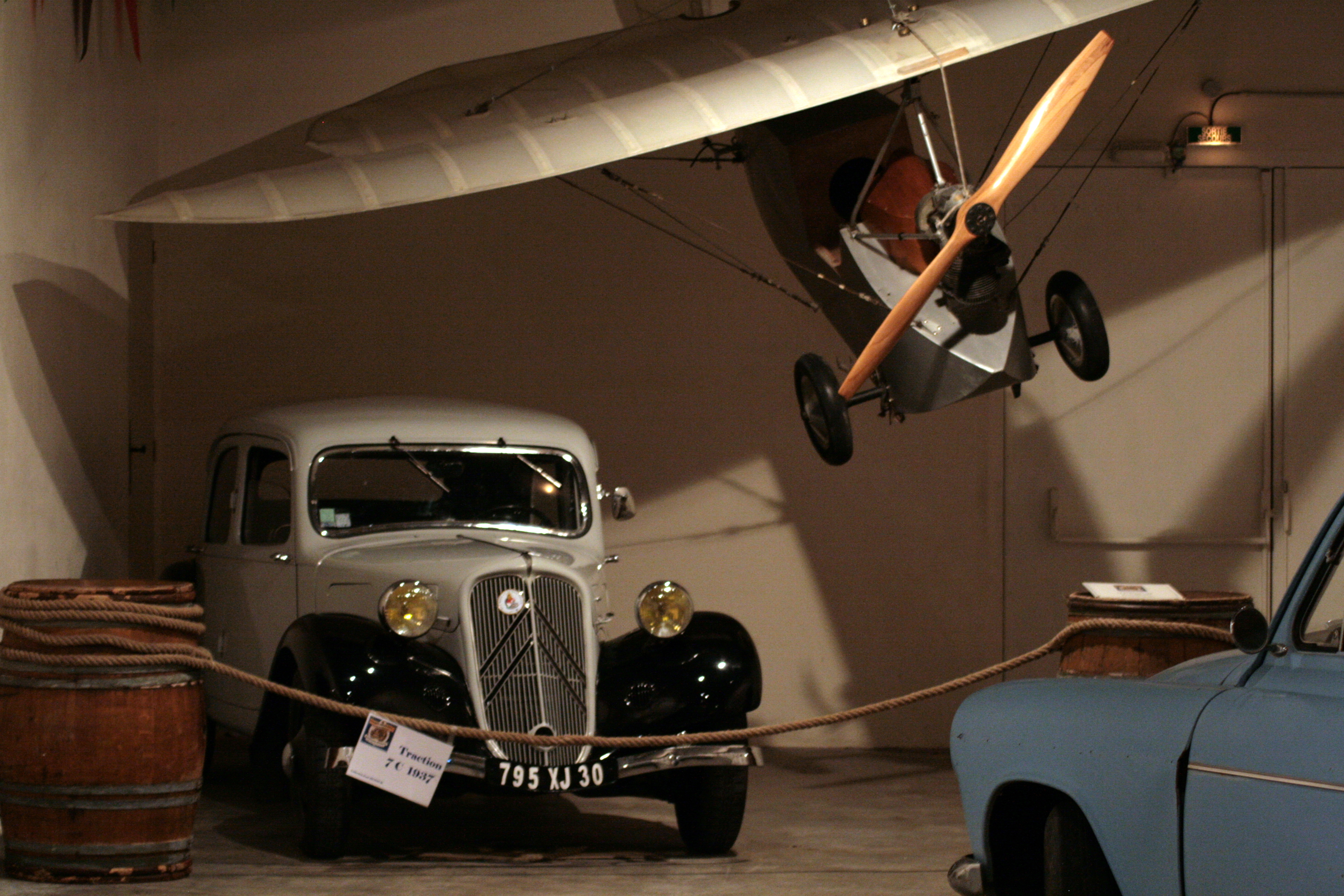
Musée mémoire de la
nationale 7 à Piolenc.

Le musée mémoire de la route nationale 7 avait ouvert en 2003 dans la commune de Piolenc dans le Vaucluse, à 5 km au nord d'Orange. On y trouvait d'anciens véhicules ayant fréquemment parcouru cette route à différentes époques, ainsi que des objets oubliés par des vacanciers distraits. Il n'a pas rouvert après le confinement.
Un second musée avait ouvert dans le Loiret, à proximité de Mormant-sur-Vernisson, environ 10 kilomètres au sud de Montargis. Il est aujourd'hui intégré (décoration « vintage ») à un hôtel qui s'est installé sur le site.